# Édith Girard
Pour les articles homonymes, voir Girard.
Édith Girard est une architecte française née le 5 mars 1949 à Soisy-sous-Montmorency (Seine-et-Oise) et morte le 6 septembre 2014 à Paris 5e.

## Biographie
Diplômée de l'actuelle École nationale supérieure d'architecture de Paris-Belleville en 1974, elle y enseigne à partir de 1976, notamment au sein du groupe Uno (1980-2007). Elle a également été professeur invitée : Berlage Institute (Hollande), Université de Montréal et Uquam (Canada), University of Maryland (USA), École Alaba (Beyrouth, Liban), Shibaura Institute of Tokyo (Japon), Université pilote à Bogota (Colombie).
Elle exerce en libéral depuis 1977.
Édith Girard meurt le 6 septembre 2014 à Paris à 65 ans des suites d'un cancer,. Elle est inhumée au cimetière du Père-Lachaise (division 62).

## Principales réalisations
- Aulnay-sous-Bois (Seine-Saint-Denis), avenue Raoul-Dufy : parc départemental du Sausset (avec Michel Corajoud, paysagiste), 1980-1992.
- Bagnolet (Seine-Saint-Denis), rue Descartes quartier Malassis : 36 logements PLA, 2001.
- Brest (Finistère), cité de Kérigonan : immeuble de logements, 1990 ; rue Pierre-Corre quartier Lambézellec : extension de la mairie, bureau de poste, commissariat de police, bibliothèque publique et logements, 1996 ; modification et agrandissement du hall du siège social de l’office public d’aménagement et de construction de la communauté urbaine de Brest, 2004 ; rue Berger-Moreau : 38 logements sociaux et commerces, 2005.
- Évry (Essonne), ZAC des Aunettes : 107 logements PLA, 1987.
- Grenoble (Isère), quartier Villeneuve : bâtiment du département informatique de la Trésorerie générale de l’Isère, 1988.architectes: Edith Girard et Laurent Israël.
- La Haye (Pays-Bas), parcelle 23, Dedemsvaartweg, Woningbouwfestival, Morgenstond, Escamp : 20 logements, 1997.
- Mandres-les-Roses (Val-de-Marne), chemin du 8 mai 1945 : centre de loisirs pour enfants (avec Alexandre Chemetoff, paysagiste), 1989.
- Miramas (Bouches-du-Rhône) : plan d’aménagement urbain et ensemble de 2000 logements (avec P. Noviant et Ch. Devillers), 1974.
- Montreuil (Seine-Saint-Denis), îlot Bel-Air : requalification urbaine d’un grand ensemble des années soixante-dix, 130 logements neufs et réhabilitation (avec O. Girard), 2005.
- Paris, 64 quai de la Loire et 11 rue Pierre-Reverdy : 111 logements collectifs, 1985 ; 108-118 rue du Chevaleret : 128 logements PLA, ateliers d’artistes, commerces et théâtre, 1990 ; 135 rue de Flandre et 73 rue de l’Ourcq : 35 logements PLI, 1993 ; rue de la Réunion et 55-60 rue Vignole : 72 logements PLI, 1996 ; rue de la Tour-des-Dames : restaurant et cuisine collectifs, 1997 ; porte de Saint-Ouen : étude urbaine entrée de ville, 1998 ; 114 rue de Turenne : reconversion d’un immeuble de bureaux en logements avec commerces, 2000.
- Saint-Denis (Seine-Saint-Denis) : 68 logements en accession à la propriété (avec Olivier Girard), 2005.
- Saint-Ouen (Seine-Saint-Denis) : transformation d’un bâtiment industriel en 24 ateliers d’artistes, 2001.
- Stains (Seine-Saint-Denis), îlot Carnot : logements collectifs (avec B. Mouzas), 1980-1992 ; hôtel des Postes, 1982 ; îlot Carnot : 120 logements PLA, 1991.
- Villejuif (Val-de-Marne), ZAC des Hautes-Bruyères, allée Sonia-Delaunay et place Pablo-Picasso : 62 logements PLA, 1993 ; ZAC Pasteur : 48 logements sociaux (avec Olivier Girard, 2005.
- Vitry-sur-Seine (Val-de-Marne), 139-157 avenue Paul-Vaillant-Couturier et 71 avenue Guy-Mocquet : 94 logements PLA, 2000.

## Concours
Édith Girard a notamment pris part à plusieurs concours d'architecture liés à la politique dite de "grands travaux" lancée à Paris, et dans une moindre mesure en province, pendant la Présidence de François Mitterrand.
- Institut du monde arabe, Paris, 1981.
- Cité de la musique, Parc de La Villette, Paris, avec Olivier Girard, 1984.
- Centre archéologique du Mont Beuvray à Glux-en-Glenne, le projet a été présenté au Président de la République avec les quatre autres projets sélectionnés, 1991.

## Prix
- 1985 : Mention aux Prix de l'Équerre d'argent : 111 logements Quai de la Loire à Paris[4].

## Hommage
- Square Édith-Girard (Paris)
- Studio Edith Girard (Ecole Nationale Supérieure d'Architecture Paris Belleville)

## Sources
- Patrick Germe, « L'écrin du paysage », sur germeetjam.com, Le visiteur, s.d. (consulté le 3 février 2020)
- « Liste de réalisations : chronologique ou géographique », sur Archi-guide (consulté le 3 février 2020)